# ×Leymotrigia zarubinii
Leymotrigia zarubinii là một loài thực vật có hoa trong họ Hòa thảo. Loài này được Peschkova mô tả khoa học đầu tiên năm 1990.